# Ebolo II di Ventadorn
Ebolo II di Ventadorn o de Ventadour, detto Ebolus cantator (Ventadour, 1086 – Montecassino, 1155) è stato un trovatore occitano e visconte di una delle quattro viscontee della contea di Poitiers (Comborn, Limoges, Turenna e Ventadorn), vassallo di Guilhem IX.

## Biografia
Nacque nel dipartimento di Ventadour (Corrèze, Francia), figlio del visconte Ebolo I e di Almodis de Montberon.
Ebolo II fu detto Ebolus le chanteur che, secondo lo storico contemporaneo Geoffroy, priore di Vigeois, erat valde gratiosus in cantilenis ("era un bravo cantore"). Nessuno dei suoi poemi è pervenuto a noi o probabilmente essi non furono mai scritti, in quanto tramandati oralmente com'era uso in quel tempo. Egli è spesso accreditato come il primo trovatore provenzale, un immediato predecessore che ebbe influenze su Guglielmo IX di Aquitania e Bernard de Ventadorn.
Ebolo II sposò Alix o Agnes, figlia di Guglielmo di Montluçon dalla quale ebbe tre figli: Ebolo (III), Guglielmo e Archambaud. Guglielmo divenne Signore di Ussel (Corrèze) e apparentemente il fondatore della famiglia da cui vennero quattro trovatori Eble d'Ussel, Peire d'Ussel, Gui d'Ussel e Elias d'Ussel.
Ritornando dalla seconda crociata (1145-1149), Ebolo II di Ventadorn morì nel 1155 a Montecassino in Italia.
Nella poesia lirica dei trovatori, Ebolo II viene citato da Guiraut de Cabreira in Cabra joglar, da Marcabru in L'iverns vai e.l temps s'aizina, da Bernart de Ventadorn in Lo tems vai e ven e vire e da Cercamon nel suo famoso planh dedicato a Guglielmo IX d'aquitania (Lo planh comens iradamen)